# Symmachia menetas
Symmachia menetas is een vlindersoort uit de familie van de prachtvlinders (Riodinidae), onderfamilie Riodininae.
Symmachia menetas werd in 1782 beschreven door Drury.